# Condado de Sisak-Moslavina
El condado de Sisak-Moslavina (en croata: Sisačko-moslavačka županija) es un condado de Croacia central. Según el censo de 2001, vivían en él 185.387 personas. Su capital es Sisak.
El condado de Sisak-Moslavina limita con el condado de Karlovac al oeste, el condado de Zagreb al norte, los condados de Bjelovar-Bilogora y de Požega-Eslavonia al nordeste, el condado de Brod-Posavina al este y con Bosnia-Herzegovina al sur.

## Ciudades y municipios
El condado de Sisak-Moslavina comprende 6 ciudades y 13 municipios (los datos de población son del censo de 2001):

### Ciudades
- Glina 9.868
- Hrvatska Kostajnica 2.746
- Kutina 24.597
- Novska 14.313
- Petrinja 23.413
- Sisak 52.236

### Municipios
- Donji Kukuruzari 2.047
- Dvor 5.742
- Gvozd 3.779
- Hrvatska Dubica 2.341
- Jasenovac 2.391
- Lekenik 6.170
- Lipovljani 4.101
- Majur 1.490
- Martinska Ves 4.026
- Popovača 12.701
- Sunja 7.376
- Topusko 3.219
- Velika Ludina 2.831